# Paradise Papers en Argentina

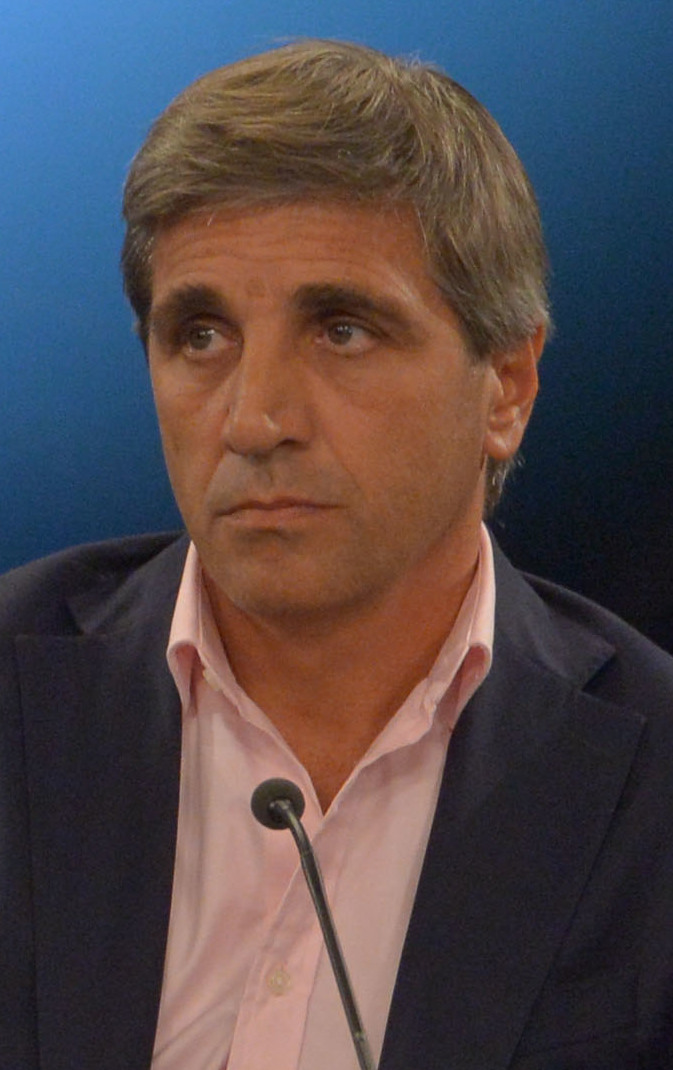
Luis Caputo, Ministro de Finanzas de Mauricio Macri, manejó fondos por más de 100 millones de dólares.

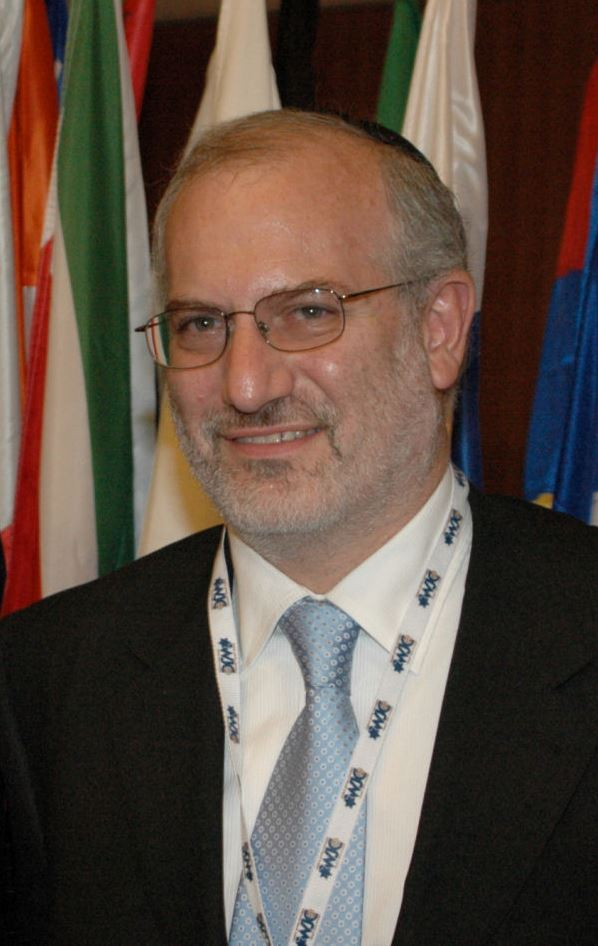
Eduardo Elsztain, presidente de IRSA y vicepresidente del Congreso Judío Mundial.

Los Paradise Papers en Argentina refieren a la repercusión local del escándalo por evasión fiscal y tenencia de sociedades offshore en Paraísos fiscales, tras las revelación mundial de 13,4 millones de documentos relativos a inversiones en paraísos fiscales, filtrados al público el 5 de noviembre de 2017.

## Funcionarios implicados
Figuran entre los implicados:
- Luis Andrés Caputo,  Ministro de Finanzas de Argentina.[4] Llegó a manejar fondos por más de 100 millones de dólares.[3] Tras la revelación fue imputado por varios delitos, entre ellos omisión maliciosa, negociaciones incompatibles con el ejercicio de la función pública, tráfico de influencias, delito de uso de información privilegiada, incumplimiento de los deberes de funcionario público y lavado de activos.[5][6] Su sociedad offshore compró bonos argentinos a 100 años, de la emisión de un bono internacional al año 2017 firmada por el mismo en papel de Ministro de Finanzas. La offshore del Ministro compró el bonos por cinco millones de dólares.[7][8][9] Posteriormente otros medios argentinos añadieron que Luis Caputo manejó un fondo buitre que se benefició con las negociaciones del Estado argentino que él encabezó.[10][11] Por su parte el ministro aseguró a los investigadores que "no hay ningún conflicto de interés" y que actualmente "no tiene nada que ver ni con Axis ni con Noctua". El funcionario también negó que su antiguo rol de administrador de fondos de inversión haya afectado la negociación del pago a los fondos buitre en 2016.[12]
- Juan José Aranguren, Ministro de Energía de la Nación,[13] aparició como director de al menos dos empresas offshore. Con Aranguren en el ministerio, una de esas sociedades ganó 13 licitaciones para proveer gasoil al Estado por 240 millones de dólares.[14] Shell Western Supply and Trading ganó en 2016 hasta 13 licitaciones de la Compañía Administradora del Mercado Mayorista Eléctrico (Cammesa) para proveer de gasoil a Argentina la operación fue denunciada penalmente en su momento y se encuentra en trámite judicial.[15] Con respecto a esto el ministro se expidió de forma oficial en la página web gubernamental diciendo en resumen que: "ser director en estas firmas, como la operatoria de las mismas, no constituye per se un delito ni viola la ley", "tal como lo ordena la Ley de Ética en el Ejercicio de la Función Pública, desde que soy Ministro no tuve participación en ninguna operación adjudicada a Shell ni en ninguna otra actuación referida particularmente a Shell. Todas las compras de ENARSA y CAMMESA se hacen a través de licitaciones públicas, abiertas y transparentes, en las que se convoca a proveedores de todo el mundo".[16]
- Edgardo Cenzón, funcionario de Cambiemos y recaudador de la campaña presidencial de Mauricio Macri en 2015, y exministro de Infraestructura de la provincia de Buenos Aires durante el mandato de María Eugenia Vidal,[17] apareció como poseedor de acciones por un monto superior a los 750 millones de dólares en un fondo  en las islas Bermudas, entre 2007 y 2009, cuando se desempeñó en el gobierno porteño de Mauricio Macri.[18] Edgardo Cenzón también figuró con acciones dentro del Global Multi-Strategy Fund Ltd, un fondo de inversión que manejó hasta US$ 140 millones en 2009, cuando ya era funcionario en la Ciudad como director de Compras y Contrataciones del gobierno porteño.[19] Ese dinero retornó al país con el blanqueo de capitales que promovió el gobierno de Macri, a nombre de un sobrino de Contigiani en la sucursal de la AFIP en Marcos Juárez, según consta en los formularios.[19][20][21]

## Empresarios implicados
- Eduardo Elsztain, empresario cercano al gobierno de Mauricio Macri, es CEO de IRSA, una de las empresas inmobiliarias más beneficiadas con obras en la ciudad de Buenos Aires y la Argentina, presidente del Banco Hipotecario, y el gigante agropecuario Cresud, titular de sociedades y fideicomisos en Bermudas y la Isla de Man. Su principal empresa tiene como representante a Augusto Rodríguez Larreta, el hermano del actual jefe de Gobierno porteño.[22][23]
- Marcelo Mindlin, El dueño de Pampa Energía, Edenor, Iecsa y Petrobras,  figura entre los archivos al frente de una offshore en las Islas Caimán que fue utilizada para adquirir activos en Argentina por 302 millones de dólares. Mindlin fue el empresario energético que más creció en el país en 2017, compró la constructora Iecsa, de Ángelo Calcaterra, primo de Mauricio Macri, con quien mantiene una buena relación. Esa empresa es la encargada del soterramiento del tren Sarmiento y está sospechada por coimas.[22] Mindlin, por su parte, figura en ese documento en representación de la empresa Emerging Dolphin Limited, una sociedad establecida de acuerdo con las leyes de la Isla de Man. Quien también fue identificado en Argenpapers es su socio, el magnate británico y terrateniente patagónico Joseph Lewis, con dos offshore bahameñas llamadas Lago Escondido Inc y Lago Escondido Corp. Mindlin y Elsztain, aparecen vinculados al Dolphin Global Fund registrado en la Isla de Man con activos por 400 millones de dólares.[23]
- Ignacio Rosner: Financista, dueño del fondo de inversión OP Investments,  uno de los accionistas mayoritarios, Altima Partners LLP. Esta firma tiene sede en Londres, cuenta con varias subsidiarias en las islas Caimán y es cliente del estudio Appleby,f ue gerente de la constructora Iecsa -cuya propiedad era en ese momento de Franco Macri y también fue director del Grupo Clarín.[24]
- Patricio Gómez Sabaini, director suplente de Cablevisión Holding SA en diciembre de 2016 y accionista de GSC Asesores SRL.[25]
- Marcos Galperin, fundador de Mercado Libre.[26][27]

## Otras repercusiones
A raíz de las revelaciones se reactivo el  Caso Avianca por el cual el fiscal federal Jorge Di Lello había pedido la imputación de Mauricio Macri por la posible comisión de los delitos de asociación ilícita, negociaciones incompatibles, defraudación contra la administración pública y tráfico de influencias en el marco de presuntas irregularidades vinculadas a la explotación del espacio aéreo argentino. En términos más coloquiales: por "El Caso Avianca". Según revelaron los Paradise Papers, en el trámite de asignación de rutas, el Estado argentino aceptó como aval económico una offshore panameña que escondía más de 20 firmas radicadas en paraísos fiscales. Para hacer pie en el país, Avianca asumió la propiedad de MacAir Jet, la empresa de aviones del Grupo Macri. Los papeles filtrados del estudio Appleby indican que la ruta del dinero inicia en Synergy Trust (un fideicomiso), que es dueña de Synergy Group (Panamá), que a su vez controla Synergy Aerospace Corp (Panamá), propietaria del 51% de Avianca Holdings. En el mismo dictamen donde solicitó suspender preventivamente las concesiones e imputó a Macri. Efromovich comenzó a quedar expuesto después de que compró la empresa MacAir Jet a la familia Macri por U$ 10 millones. Avianca utilizó una firma de un entramado offshore para desembarcar en la Argentina
El último y más visible eslabón es una firma panameña, pero acumula detrás más de 20 entidades radicadas en distintos paraísos fiscales.
A poco de que Argentina asumiera en el G20, el ex Primer ministro británico Gordon Brown escribió un duro texto contra el Presidente Mauricio Macri por la filtración de datos de cuentas offshore que involucran a dos ministros argentinos. A raíz de las revelaciones la vicepresidenta argentina, Gabriela Michetti, salió a respaldar públicamente a Luis Caputo, ministro salpicado por el escándalo. Idéntica actitud tomo Laura Alonso, directora de la Oficina Anticorrupción
La noticia fue cubierta por la mayoría de medios nacionales, en tanto el periodista oficialista Gustavo Noriega que trabaja en Radio Nacional y en la Radio de la Ciudad de Buenos Aires, anunció públicamente que encubrirá el escándalo que implicaba a ministros de Mauricio Macri diciendo"Esto de los Paradise Papers me lo voy a saltear de punta a punta".